# Коянбай (Абайская область)
Коянбай (каз. Қоянбай) — село в Бескарагайском районе Абайской области Казахстана. Входит в состав Ерназарского сельского округа. Находится примерно в 78 км к северу от районного центра, села Бескарагай. Код КАТО — 633651200.

## Население
В 1999 году население села составляло 874 человека (419 мужчин и 455 женщин). По данным переписи 2009 года, в селе проживало 765 человек (389 мужчин и 376 женщин).